# 坂上大国
坂上 大国（さかのうえ の おおくに）は、飛鳥時代の人物。姓は忌寸、坂上老の子。官位は右衛士大尉。子に坂上犬養がいる。